# Misgolas robertsi
Misgolas robertsi là một loài nhện trong họ Idiopidae.
Loài này thuộc chi Misgolas. Misgolas robertsi được Barbara York Main & Mascord miêu tả năm 1974.